# Тюнектепе
Тюнектепе — пагорб висотою 618 м над рівнем моря в західній частині міста Анталія, Туреччина.
На гребені розташований готель, нічний клуб та ресторан, що обертається — «Döner Gazino». Зазвичай клуб обслуговує приватні вечірки з видом на Анталійську затоку та гори.

## Канатна дорога Тюнектепе

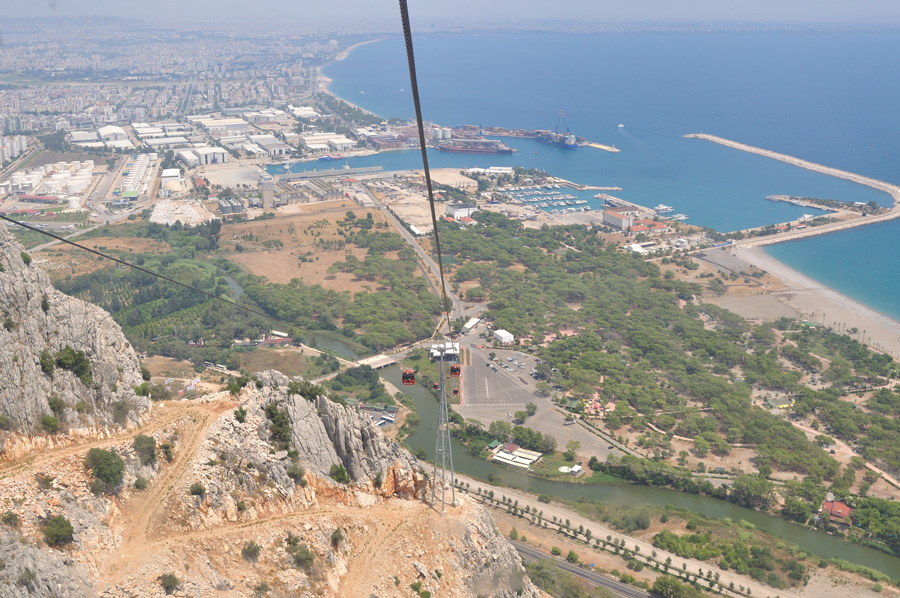
Погляд на Анталію з канатної дороги.

2013 року був ініційований проект канатної дороги Тюнектепе (тур. Tünektepe Teleferik) трамвайного типу. Вона з'єднала однойменний прибережний пагорб Тюнектепе, з вершини якого відкривається вид на місто Анталію, з нейборгудом Сарису на межі району Коньяалти. Проект коштував 14 мільйонів турецьких лір. 5 лютого 2017 року відбулося відкриття канатної дороги.